# Musik genom fyra sekler
Musik genom fyra sekler är ett musikalbum av Jan Johansson utgivet 1969. Medverkar gör Rune Gustafsson, Claes Rosendahl, Sven Berger, Arne Wilhelmsson och Sture Åkerberg.
Albumet består av 42 spår med jazzarrangemang av svenska visor och bestod ursprungligen av tre stycken vinyl-LP. 1988 återutgavs det två cd-skivor av Megafon. 2006 gav Heptagon ut en remastrad version med låtarna i annan ordning än nedan och med fyra bonusspår.

## Låtlista
Musiken är traditionell om inget annat anges.
1. Vem kan segla förutan vind? – 3:19
2. Herr Peder och Malfred – 2:06
3. Vi ska ställa till en roliger dans – 3:10
4. Ack högaste himmel – 2:07
5. Domaredansen – 3:28
6. Skänklåt från Floda – 3:02
7. En gång i min ungdom – 3:10
8. Herdedans – 4:02
9. Väva vadmal – 1:31
10. Vedergällningen – 3:09
11. Alundavisan – 4:30
12. Liksom en herdinna (Fredmans epistlar nr 80) (Carl Michael Bellman) – 2:56
13. Elvira Madigan (Johan Lindström Saxon/Emrik Sandell) – 2:25
14. Fröken Agnes uti dystra drömmar går – 2:11
15. Dalvisa (Om sommaren sköna) – 3:22
16. Brännvin är mitt enda gull – 3:22
17. Konvaljens avsked (Otto Lindwall) – 2:27
18. Klockan är tio slagen – 1:57
19. Stolt Karin getepiga – 2:34
20. Kväsarvalsen – 3:07
21. Vi äro musikanter (alltifrån Skåneland) – 2:53
22. Lilla Lasse sitter och gråter – 3:13
23. Ack Göta konungarike – 2:59
24. Klara stjärnor – 3:34
25. Sy ihop dom, sprätt opp dom – 1:50
26. Fjorton år tror jag visst att jag var – 3:16
27. Gånglåt efter Hammare – 1:40
28. Gällivarevisan – 2:54
29. Göta kämpavisa – 2:47
30. Vallarevisa från Bjuv med Spiskroksvalsen (trad/Kal Dompan) – 2:30
31. Den övergivne – 4:25
32. Den motsträvige brudgummen – 2:43
33. Ack Värmeland, du sköna – 2:56
34. Sotartoner ur duetten 'Sotarne' (Gunnar Wennerberg) – 1:39
35. Hyllning till Sverige (Helge Sandberg) – 2:39
36. Sinclairvisan (La Folia) – 5:25
37. Tukkipoika (Flottargossen) – 2:15
38. Polkan går – 2:37
39. Konung Gustaf I och dalkarlarna – 3:17
40. Daldansmelodi – 3:07
41. Polska efter kronolänsman Per Johan Johansson (Per Johan Johansson) – 1:21
42. Herr Peder han gångar – 2:40

Cd-utgåvan från 2006 innehåller även följande bonusspår:
- - Vals efter Bleckå-Anders (Anders Bleckå Olsson) – 2:41
  - Emigrantvisa – 1:41
  - Herr Töres döttrar i Vänge – 0:47
  - Skåningens hemlängtan – 2:22

## Medverkande
- Jan Johansson – piano, dragspel, vibrafon, arrangör
- Claes Rosendahl – flöjt, klarinett
- Sven Berger – flöjt, fagott
- Rune Gustafsson – gitarr, banjo
- Arne Wilhelmsson – bas
- Sture Åkerberg – bas
- Olle Bolander – musiktekniker